# Луций Аррунций (консул 6 года)
Лу́ций Арру́нций (лат. Lucius Arruntius; умер вскоре после 16 марта 37 года, Рим, Римская империя) — римский государственный и политический деятель из плебейского рода Аррунциев, ставшего патрицианским при императоре Августе. Ординарный консул в 6 году.

## Биография
Луций Аррунций приходился родным сыном ординарному консулу 22 года до н. э., носившему такое же имя.
В 6 году Луций Аррунций уже и сам занимал должность консула совместно с Марком Эмилием Лепидом. Обладал богатством, выдающимися способностями и популярностью в народе, вёл достойную жизнь и занимал положение одного из первых людей в государстве. Согласно Тациту, незадолго до своей смерти император Октавиан Август сказал об Аррунции, что тот достоин императорской власти и, если представится случай, дерзнёт её принять. Это послужило причиной для недоверчивого и подозрительного отношения к Аррунцию со стороны Тиберия. После смерти Августа, на заседании сената 17 сентября 14 года Аррунций в числе прочих сенаторов уговаривал Тиберия принять императорскую власть.
В 15 году Аррунций был назначен куратором берегов и русла Тибра. Вместе с коллегой Гаем Атеем Капитоном внёс в сенат предложение запрудить притоки Тибра, но в связи с протестами муниципиев и колоний оно было отклонено.
В 20 году Аррунций отказался защищать Гнея Кальпурния Пизона, обвинённого в отравлении Германика. В следующем году выступил в защиту своего родственника, Луция Корнелия Суллы Магна, которого преторий (бывший претор) Гней Домиций Корбулон обвинил в непочтительности.
В 25 году Тиберий назначил Аррунция наместником Тарраконской Испании, но из подозрительности не дал ему разрешения выехать в провинцию, и в течение 10 лет Аррунций исполнял обязанности через легатов, оставаясь в Риме.
В 31 году, по инициативе враждебного ему префекта претория Луция Элия Сеяна, Аррунций был обвинён Арузеем и Санквинием в государственной измене; однако Тиберий оправдал его, а обвинители понесли наказание.
Преемник Сеяна на посту префекта претория Квинт Невий Корд Суторий Макрон также находился во враждебных отношениях с Аррунцием: в начале 37 года он привлёк последнего к суду по делу Альбуциллы, в качестве её любовника, и обвинил в оскорблении величия. Болезнь и близкая смерть Тиберия позволяли надеяться на спасение, однако от его наследника, Калигулы, Аррунций ожидал ещё худшего и, не дожидаясь суда, вскрыл себе вены.